# 愛川ヒロキ
愛川 ヒロキ（あいかわ ひろき、1963年6月24日 - ）は、日本の作曲家、音楽プロデューサー。血液型はA型。remote元メンバー。

## 経歴
福島県いわき市常磐湯本町出身。池田貴族らとともにremoteとして活動していたが解散し、1988年にバンド「The Bean'S」を結成。現在は株式会社ワーロックの取締役を務めている。